# Billy Talent
Billy Tallent este o formație rock din Mississauga, Ontario formată în 1993. Formația este formată din Benjamin Kowalewicz (voce), Ian D'Sa (chitară/voce), Gallant (chitară bas/voce), și Aaron Solowoniuk (baterie/percuție).

## Membri
- Benjamin Kowalewicz - voce
- Ian D'Sa - chitară/voce
- Jonathan Gallant - chitară bas/voce
- Aaron Solowoniuk - baterie/percuție

## Discografie

### Piese demo și nerealizate
- "This Is How It Goes" (Demo, realizat pe EP-ul și single-ul Try Honesty)
- "Living in the Shadows" (Demo, realizat pe internet)
- "Cut the Curtains" (Demo, realizat pe EP-ul Try Honesty)
- "Try Honesty" (Demo, realizat pe EP-ul și single-ul Try Honesty)
- "Prisoners of Today" (Demo, realizat pe internet)
- "Red Flag" (Demo, realizat pe internet și pe mai multe compilații)
- "Devil in a Midnight Mass" (Demo, realizat pe internet, pe single-ul "Devil in a Midnight Mass" și pe iTunes)
- "Beachballs" (realizat pe EP-ul și single-ul Try Honesty)
- "When I Was a Little Girl" (realizat pe EP-ul Try Honesty, un remix figurează pe Watoosh!)
- "Surrender" (A realizat pe internet)
- "Where Is the Line?" (Demo, realizat pe single-ul "Red Flag")
- "Waiting Room" (preluare Fugazi , realizat în Turneul the Pepsi Breakout)
- "Things"
- "The Ex" (Demo, realizat pe internet)
- "Cold Turkey" (preluare John Lennon)
- "Perfect World" (Demo)
- "This Suffering" (Demo)